# SummerSlam (1990)
SummerSlam (1990) foi o terceiro evento anual do SummerSlam, promovido pela World Wrestling Federation (WWF) e transmitido por pay-per-view. Aconteceu dia 27 de agosto de 1990 no The Spectrum na cidade de Filadélfia, Pensilvânia.

## Resultados
| Nº                                          | Resultados                                                                                                  | Estipulações                                               | Tempo |
| ------------------------------------------- | --- | ---------------------------------------------------------- | ----- |
| Dark                                        | Shane Douglas derrotou Buddy Rose                                                                           | Luta individual                                            | N/A   |
| 1                                           | Power and Glory (Paul Roma e Hercules) (com Slick) derrotaram The Rockers (Shawn Michaels e Marty Jannetty) | Luta de duplas                                             | 6:00  |
| 2                                           | The Texas Tornado derrotou Mr. Perfect (c) (com Bobby Heenan)                                               | Luta individual pelo WWF Intercontinental Championship     | 5:15  |
| 3                                           | Sensational Queen Sherri derrotou Sapphire por W.O.                                                         | Luta individual                                            | 0:00  |
| 4                                           | The Warlord (com Slick) derrotou Tito Santana                                                               | Luta individual                                            | 5:28  |
| 5                                           | The Hart Foundation (Bret Hart e Jim Neidhart) derrotaram Demolition (Smash e Crush) (c)                    | Luta de duas quedas pelo WWF Tag Team Championship         | 14:24 |
| 6                                           | Jake Roberts derrotou Bret Hart                                                                             | Luta individual com The Big Boss Man como árbitro especial | 4:44  |
| 7                                           | Nikolai Volkoff e Jim Duggan derrotaram The Orient Express (Tanaka e Sato) (com Mr. Fuji)                   | Luta de duplas                                             | 3:22  |
| 8                                           | Randy Savage (com Sensational Queen Sherri) derrotou Dusty Rhodes                                           | Luta individual                                            | 2:15  |
| 9                                           | Hulk Hogan (com The Big Boss Man) derrotou Earthquake (com Jimmy Hart e Dino Bravo) por contagem            | Luta individual                                            | 13:16 |
| 10                                          | The Ultimate Warrior (c) derrotou Rick Rude (com Bobby Heenan)                                              | Luta em uma jaula de aço pelo WWF Championship             | 10:05 |
| (c) – Refere-se aos campeões antes da luta. | |                                                            |       |

## Outros
- Comentaristas: Vince McMahon e "Rowdy" Roddy Piper
- Apresentador de ringue: Howard Finkel